# 糸球体濾過量
糸球体濾過量（しきゅうたいろかりょう、英: glomerular filtration rate, GFR）は、単位時間当たりに腎臓のすべての糸球体により濾過される血漿量のこと。単位はmL/分、またはL/日。

## 医療
厳密に測定するにはイヌリン・クリアランスを用いるが、医療の現場ではクレアチニン・クリアランスまたはeGFR（estimated GFR; 推定糸球体濾過量）で代用することが多い。単位はmL/分/1.73m2
- 血清クレアチニンからのGFR推算式（イヌリン・クリアランスをもとに日本人のGFR推算式を2008年に改訂）

男性用　194 × 血清クレアチニン－1.094 × 年齢－0.287
女性用　eGFR(男性) × 0.739
- シスタチンCからのeGFR計算式は

男性用　104 * Cys-C－1.019 × 0.996年齢 － 8
女性用　104 * Cys-C－1.019 × 0.996年齢× 0.929 － 8
- 血清クレアチニンからのCockcroft-Gault計算式

0.741×［（140-年齢）×体重kg×0.85］÷（72×血清クレアチニンmg/dL）

eGFRから慢性腎臓病の治療方針を決定するにはエビデンスに基づいたガイドラインに従うことが推奨される。
eGFR (血清クレアチニンおよびシスタチンCによる換算)や24時間蓄尿データの自動計算フォームがある。

## 意義
腎不全では糸球体で濾過ができなくなっているため、GFRを測定することでその進行度を知ることができる。そのため、慢性腎不全においては人工透析を導入する目安ともなる。
通常GFRは正常値から減少するのみで上昇することはないが、糖尿病性腎症の初期では一時的に上昇することが知られている。